# Курдюмівка (станція)
Курдю́мівка — залізнична станція Лиманської дирекції Донецької залізниці на лінії Лиман — Микитівка між станціями Майорська (8 км) та Бахмут (16 км).
Розташована у смт Курдюмівка Бахмутського району Донецької області.

## Пасажирське сполучення
Через бойові дії рух пасажирських поїздів на даній ділянці припинено, приміські тимчасово мають тут кінцеву зупинку.
| №         | Маршрут сполучення       | Періодичність курсування |
| --------- | ------------------------ | ------------------------ |
| 6228      | Курдюмівка — Лиман       | Щоденно                  |
| 7004/6221 | Слов'янськ — Курдюмівка  | Щоденно                  |
| 6222/6221 | Курдюмівка — Бахмут      | Щоденно                  |
| 6223      | Бахмут — Курдюмівка      | Щоденно                  |
| 6224      | Курдюмівка — Святогірськ | Щоденно                  |
| 6075/6074 | Слов'янськ — Курдюмівка  | Щоденно                  |
| 6076      | Курдюмівка — Лиман       | Щоденно                  |
| 6239      | Лиман — Курдюмівка       | Щоденно                  |
| 6240      | Курдюмівка — Лиман       | Щоденно                  |
| 6239      | Лиман — Курдюмівка       | Щоденно                  |
| 6240      | Курдюмівка — Лиман       | Щоденно                  |